# Варкевич, Валентина Павловна
Валенти́на Па́вловна Варке́вич (латыш. Valentīna Varkēviča; 21 апреля 1934, Рига — 22 февраля 2009) — советская волейболистка, игрок сборной СССР (1956—1960). Двукратная чемпионка мира, чемпионка Европы. Нападающая. Мастер спорта СССР (1956). Мастер спорта СССР международного класса.

## Биография
В 1952—1967 выступала за команду «Даугава» (Рига). В её составе стала бронзовым призёром чемпионата СССР 1960.
В составе сборной Латвийской ССР — бронзовый призёр чемпионата СССР и Спартакиады народов СССР 1959 года.
В сборной СССР в официальных соревнованиях выступала в 1956—1960 годах. В её составе: двукратная чемпионка мира (1956 и 1960), чемпионка Европы 1958.

## Награды
- Медаль «За трудовую доблесть» (27.04.1957) — «за успехи, достигнутые в деле развития массового физкультурного движения в стране, повышения мастерства советских спортсменов, и успешное выступление на международных соревнованиях»